# Bring Yer Wellies
Bring Yer Wellies er det sjette album fra det keltiske band Gaelic Storm. Det blev udgivet d. 25. juli 2006.. "Wellies" er slangord for gummistøvler (engelsk: wellingtons), som især er en vigtig del af teksten på "Kelly's Wellies" og på albumcoveret.
Gruppen har indspillet en udgave af sangen "Scalliwag" på Simlish der bliver brugt i udvidelsespakken The Sims 2: Bon Voyage til The Sims 2 fra 2007.

## Spor
Alt arrangement er af Gaelic Storm.
1. "Scalliwag" (Twigger, Murphy) – 3:30
2. "Me and the Moon" (Twigger) – 4:22
3. "Never Drink 'Em Dry (Johnny Tarr's Funeral)" (Murphy, Wehmeyer, Twigger) – 3:02
4. "The Devil Down Below" (Twigger) – 3:24
5. "Dé Luain, Dé Máirt" (Murphy, Twigger, trad. lyrics) – 3:04
6. "Bare in the Basin" (Purvis) – 3:24
7. "Kelly's Wellies" (Murphy, Wehmeyer, Twigger) – 3:52
8. "Slingshot" (trad.) – 3:24
9. "Hello Monday" (Twigger) – 3:17
10. "The Long Way Home" (Twigger) – 4:27
11. "The Salt Lick" (trad.) – 3:43
12. "Don't Go for 'The One'" (Twigger, Murphy) – 2:10
13. "Tornado Alley" (trad.) – 3:35
14. "Kiss Me I'm Irish" (Twigger, Murphy, Wehmeyer, Reid) – 5:02

## Medvirkende
Gaelic Storm
- Patrick Murphy – harmonika, skeer, bodhrán, vokal
- Steve Twigger – guitar, bouzouki, mandolin, bodhrán, vokal
- Ryan Lacey – djembe, doumbek, surdo, cajón, vokal, diverse percussion
- Ellery Klein (fløjte, vokal)
- Peter Purvis – sækkepibe, fløjte, vokal

Yderligere medvirkende
- Jeff May (bas)
- Rob Forkner (bodhran)
- Michael Ramos (harmonika)
- Lauren DeAlbert (didgeridoo)